# Cimitero Remuh
Il cimitero Remuh è un cimitero storico ebraico inattivo creato nel 1535 a Cracovia. 
Il cimitero prende il nome dal rabbino Moses Isserles, il cui nome è abbreviato come Remuh, che vi è sepolto e si trova nel quartiere rinascimentale di Kazimierz, accanto alla sinagoga Remuh. 
Nel 1800 il cimitero fu chiuso e il nuovo cimitero ebraico venne costruito in via Miodowa 55. 
Durante l'occupazione della Polonia, i nazisti distrussero il cimitero abbattendo le mura e trascinando via le lapidi per usarle come pietre da pavimentazione nei campi o per rivenderle a scopo di lucro. La pietra tombale di Moses Isserles è una delle poche rimaste intatte.